# Thutmosis II
Thutmosis II, alternativ stavning är Tuthmosis, Thutmose eller Totmes, var en fornegyptisk farao och den fjärde kungen under den artonde dynastin under Nya riket vars regeringstid var 1492–1479 f.Kr. Thutmoses namn i hieroglyfer utläses Djehutymes. Namnet betyder "född åt Thoth".
Thutmosis II var son till Thutmosis I och hans bihustru Mutnofret. För att legitimera sina tronanspråk var Thutmosis II tvungen att gifta sig med sin halvsyster Hatshepsut. Det är omtvistat om Thutmosis II regerade i 13 år (från 1492 f.Kr.), enligt Manethos kungalista, eller enbart tre år (från 1482 f.Kr.). Lite är känt om denna faraos regeringstid och han är mest välkänd som far till Thutmosis III och make till Hatshepsut. Drottning Hatshepsut grep makten efter hans död.
Det var länge inte känt var Thutmosis II ursprungligen begravdes, men hans mumie hittades 1881 i TT320.
Thutmosis II:s ursprungliga gravkammare upptäcks i februari 2025 av arkeologer i konungarnas dal. Fyndet har enligt Egyptens fornfyndministerium samma värde som upptäckten av KV62 där Tutankhamon var gravsatt. Mellan 1922 och 2025 gjordes inga likartade fynd.